# Goniopora fruticosa
Goniopora fruticosa is een rifkoralensoort uit de familie van de Poritidae. De wetenschappelijke naam van de soort is voor het eerst geldig gepubliceerd in 1891 door Saville-Kent.